# Сумахоро, Амаду
Амаду Сумахоро (фр. Amadou Soumahoro; 31 октября 1953, Сегела, Берег Слоновой Кости, Французская Западная Африка — 7 мая 2022, Андижан) — ивуарийский политический и государственный деятель, председатель Национального собрания Кот-д’Ивуара (с 7 марта 2019 до 7 мая 2022). Президент Парламентской ассамблеи франкоязычных стран (с 9 июля 2019 до своей смерти).

## Биография
Мусульманин. Сын политика-члена Демократической партии Кот-д’Ивуара.
Образование получил в Университете Феликса-Уфуэ-Буаньи в Андижане и во Французском институте международных отношений, где в 1979 году получил степень в области международной торговли. В 1982 году переехал в Швейцарию, где изучал развитие коммерческих отношений в Международном центре Cointrin.
В 1986—1990 годах возглавлял комитет по координации деятельности Демократической партии Кот-д’Ивуара в департаменте Сегела.
В 1994 году был одним из основателей партии «Объединение республиканцев» (RDR). Верным сторонник президента Алассана Уаттары. С 1996 по 2013 год Сумахоро был мэром Сегелы.
В 2002 году занимал пост министра внешней торговли и министра торговли (2003—2005). В 2011 по 2015 годах был назначен советником президента Кот-д’Ивуара, а затем с мая 2018 г. — министром по политическим вопросам при президенте Республики. Председатель правления Объединения уфуэтистов за демократию и мир (2015—2017).
Председатель Национального собрания Кот-д’Ивуара с марта 2019 года. В последнее время по состоянию здоровья подолгу находился за границей.